# Tunel Vepřek
Tunel Vepřek je železniční tunel na katastrálním území Vepřek obce Nová Ves na železniční trati Praha–Děčín mezi stanicí Kralupy nad Vltavou a Vraňany na úseku trati v km  445,975–446,375. Je prvním železničním tunelem na území České republiky, který byl ražen novou rakouskou tunelovací metodou.

## Historie
Železnice byla uvedena do provozu v roce 1850 jako součást Severní státní dráhy. V osmdesátých letech 20. století byla provedena elektrizace tratě. V úseku mezi zastávkami Nové Ouholice a Mlčechvosty železniční trať kopírovala břeh řeky Vltavy ve dvou protisměrných obloucích. Rychlost vlaků byla 90–100 km/h.
V letech 1999–2002 byl modernizován úsek prvního železničního koridoru mezi stanicí Kralupy nad Vltavou a Vraňany na 10,5 km dlouhé trati. Mezi zastávkami Nové Ouholice a Mlčechvosty byla trať napřímena a postaven 390 m dlouhý dvoukolejný tunel s možností zvýšení traťové rychlosti na 160 km/h.

## Popis

### Geologie
Tunel byl ražen ve svahu, který se zvedal do třicetimetrové výšky nad úroveň tratě. V oblasti portálů byl zaznamenán výskyt sprašových hlín, hlavní horninou byly křídovcové slíny s různým stupněm zvětrání.

### Postup
V oblastech portálů byl tunel budován metodou hloubení v délce 58 m a 60 m, ražený úsek v délce 280 m měl plochu výrubu 114 m². Severní (dečínský, výjezdový) portál měl pracovní jámu hlubokou 27 m a délku 60 m. Po odtěžení horniny a vybudování části kaloty byla 18. ledna 2001 zahájená ražba tunelu novou rakouskou tunelovací metodou. Stavební jámy obou portálů po postavení ostění tunelu a hydroizolace byly zpětně zasypány a na povrchu obnovena zeleň. U jižního (pražského, vjezdového) portálu je zářez vyztužený gabionovou stěnou v délce 25 m se vzrůstající výškou až do osmi metrů. Po celou dobu ražby byl tunel sledován pomocí řady geotechnických měření (geomonitoring).
V roce 2004 byla stavba tunelu oceněna Ministerstvem dopravy České republiky titulem Dopravní stavba roku 2004.

### Data
Na rekonstruovaném 1,35 km dlouhém úseku prvního koridoru mezi zastávkami Nové Ouholice a Mlčechvosty byl vybudován tunel o délce 389,85 m.
- Projekt zpracovala firma ILF Consulting Engineering
- Výstavbu tunelu provedla firma Metrostav
- Zahájení ražby: 18. ledna 2001
- Uvedení do provozu: 27. května 2002
- Doba výstavby 15 měsíců
- Náklady 269 miliónů korun
- Nadloží je v rozmezí 20 až 22 m
- Vnitřní profil kruhový o poloměru 5,5 m